# Número de Péclet
En mecánica de fluidos, el número de Péclet ({\displaystyle \mathrm {Pe} }) es un número adimensional que relaciona el tiempo de advección y el tiempo de difusión de un flujo, habitualmente difusión térmica.

## Etimología
El número de Péclet se llama así en honor al físico francés Jean Claude Eugène Péclet.

## Simbología
| Símbolo                        | Nombre                              | Unidad |
| ------------------------------ | ----------------------------------- | ------ |
| {\displaystyle \mathrm {Pe} }  | Número de Péclet (Difusión térmica) |        |
| {\displaystyle \mathrm {Pe'} } | Número de Péclet (Difusión másica)  |        |
| {\displaystyle \mathrm {Pr} }  | Número de Prandtl                   |        |
| {\displaystyle \mathrm {Re} }  | Número de Reynolds                  |        |
| {\displaystyle \mathrm {Sc} }  | Número de Schmidt                   |        |
| {\displaystyle \alpha }        | Difusividad térmica                 | m2 / s |
| {\displaystyle D}              | Difusividad másica                  | m2 / s |
| {\displaystyle u}              | Velocidad                           | m / s  |
| {\displaystyle L}              | Longitud característica             | m      |

## Descripción

### Número de Péclet (Difusión térmica)
El número de Péclet de difusión térmica se define como:
{\displaystyle \mathrm {Pe} ={\frac {\text{Tiempo de difusión térmica}}{\text{Tiempo de flujo}}}}
|                                                                      | 1                                                                                                  |
| -------------------------------------------------------------------- | -------------------------------------------------------------------------------------------------- |
| Ecuaciones                                                           | {\displaystyle \mathrm {Pe} ={\frac {d^{2}/\ \alpha }{L\ /\ u}}}                                   |
| Ordenando                                                            | {\displaystyle \mathrm {Pe} ={\frac {d^{2}\ u}{L\ \alpha }}}                                       |
| Multiplicando {\displaystyle {\Bigl (}{\frac {d\ L}{d\ L}}{\Bigr )}} | {\displaystyle \mathrm {Pe} ={\Bigl (}{\frac {d\ L}{d\ L}}{\Bigr )}{\frac {d^{2}\ u}{L\ \alpha }}} |
| Simplificando                                                        | {\displaystyle \mathrm {Pe} ={\Bigl (}{\frac {d}{L}}{\Bigr )}{\frac {u\ d}{\alpha }}}              |

{\displaystyle \mathrm {Pe} ={\Bigl (}{\frac {d}{L}}{\Bigr )}{\frac {u\ d}{\alpha }}}
|                                                                      | 1 | 2                                                                                            | 3                                                                                            |
| -------------------------------------------------------------------- | --- | -------------------------------------------------------------------------------------------- | -------------------------------------------------------------------------------------------- |
| Ecuaciones                                                           | {\displaystyle \mathrm {Pe} ={\Bigl (}{\frac {d}{L}}{\Bigr )}{\frac {u\ d}{\alpha }}}                                       | {\displaystyle \mathrm {Re} ={\frac {u\ d}{\nu }}}                                           | {\displaystyle \mathrm {Pr} ={\frac {\nu }{\alpha }}}                                        |
| Multiplicando {\displaystyle {\Bigl (}{\frac {\nu }{\nu }}{\Bigr )}} | {\displaystyle \mathrm {Pe} ={\Bigl (}{\frac {d}{L}}{\Bigr )}{\frac {u\ d}{\alpha }}{\Bigl (}{\frac {\nu }{\nu }}{\Bigr )}} |                                                                                              |                                                                                              |
| Ordenando                                                            | {\displaystyle \mathrm {Pe} ={\Bigl (}{\frac {d}{L}}{\Bigr )}{\frac {u\ d}{\nu }}{\Bigl (}{\frac {\nu }{\alpha }}{\Bigr )}} |                                                                                              |                                                                                              |
| Sustituyendo                                                         | {\displaystyle \mathrm {Pe} ={\Bigl (}{\frac {d}{L}}{\Bigr )}\ \mathrm {Re} \ \mathrm {Pr} }                                | {\displaystyle \mathrm {Pe} ={\Bigl (}{\frac {d}{L}}{\Bigr )}\ \mathrm {Re} \ \mathrm {Pr} } | {\displaystyle \mathrm {Pe} ={\Bigl (}{\frac {d}{L}}{\Bigr )}\ \mathrm {Re} \ \mathrm {Pr} } |

{\displaystyle \mathrm {Pe} ={\Bigl (}{\frac {d}{L}}{\Bigr )}\ \mathrm {Re} \ \mathrm {Pr} }

### Número de Péclet (Difusión másica)
El número de Péclet de difusión másica se define como:
{\displaystyle \mathrm {Pe'} ={\frac {\text{Tiempo de difusión másica}}{\text{Tiempo de flujo}}}}
|                                                                      | 1                                                                                             |
| -------------------------------------------------------------------- | --------------------------------------------------------------------------------------------- |
| Ecuaciones                                                           | {\displaystyle \mathrm {Pe'} ={\frac {d^{2}/\ D}{L\ /\ u}}}                                   |
| Ordenando                                                            | {\displaystyle \mathrm {Pe'} ={\frac {d^{2}\ u}{L\ D}}}                                       |
| Multiplicando {\displaystyle {\Bigl (}{\frac {d\ L}{d\ L}}{\Bigr )}} | {\displaystyle \mathrm {Pe'} ={\Bigl (}{\frac {d\ L}{d\ L}}{\Bigr )}{\frac {d^{2}\ u}{L\ D}}} |
| Simplificando                                                        | {\displaystyle \mathrm {Pe'} ={\Bigl (}{\frac {d}{L}}{\Bigr )}{\frac {u\ d}{D}}}              |

{\displaystyle \mathrm {Pe'} ={\Bigl (}{\frac {d}{L}}{\Bigr )}{\frac {u\ d}{D}}}
|                                                                      | 1 | 2                                                                                             | 3                                                                                             |
| -------------------------------------------------------------------- | --- | --------------------------------------------------------------------------------------------- | --------------------------------------------------------------------------------------------- |
| Ecuaciones                                                           | {\displaystyle \mathrm {Pe'} ={\Bigl (}{\frac {d}{L}}{\Bigr )}{\frac {u\ d}{D}}}                                       | {\displaystyle \mathrm {Re} ={\frac {u\ d}{\nu }}}                                            | {\displaystyle \mathrm {Sc} ={\frac {\nu }{D}}}                                               |
| Multiplicando {\displaystyle {\Bigl (}{\frac {\nu }{\nu }}{\Bigr )}} | {\displaystyle \mathrm {Pe'} ={\Bigl (}{\frac {d}{L}}{\Bigr )}{\frac {u\ d}{D}}{\Bigl (}{\frac {\nu }{\nu }}{\Bigr )}} |                                                                                               |                                                                                               |
| Ordenando                                                            | {\displaystyle \mathrm {Pe'} ={\Bigl (}{\frac {d}{L}}{\Bigr )}{\frac {u\ d}{\nu }}{\Bigl (}{\frac {\nu }{D}}{\Bigr )}} |                                                                                               |                                                                                               |
| Sustituyendo                                                         | {\displaystyle \mathrm {Pe'} ={\Bigl (}{\frac {d}{L}}{\Bigr )}\ \mathrm {Re} \ \mathrm {Sc} }                          | {\displaystyle \mathrm {Pe'} ={\Bigl (}{\frac {d}{L}}{\Bigr )}\ \mathrm {Re} \ \mathrm {Sc} } | {\displaystyle \mathrm {Pe'} ={\Bigl (}{\frac {d}{L}}{\Bigr )}\ \mathrm {Re} \ \mathrm {Sc} } |

{\displaystyle \mathrm {Pe'} ={\Bigl (}{\frac {d}{L}}{\Bigr )}\ \mathrm {Re} \ \mathrm {Sc} }

## Usos
En aplicaciones de ingeniería el número de Péclet habitualmente tiene valores elevados. En estas situaciones la dependencia del flujo de los valores de las variables aguas abajo es baja, por tanto se pueden emplear modelos computacionales sencillos.
Un flujo habitualmente tendrá diferentes números de Péclet para el calor y para la masa, provocándose así el fenómeno de la convección doblemente difusiva.
También existe el número de Péclet, utilizado para medir el comportamiento de un reactor químico, en este caso la fórmula es idéntica al Péclet másico, pero reemplazando el coeficiente de difusión por un coeficiente de dispersión, el cual es un parámetro de correlación.
Al efectuar experimentos de estímulo-respuesta, como puede ser inyectar un trazador a la entrada de un reactor y medir como varía la concentración de ese trazador con el tiempo, a la salida del mismo, y correlacionar los datos de concentración/tiempo, podemos obtener como parámetro de correlación (teniendo en cuenta el modelo de dispersión) el número de Péclet: si es menor a uno, da idea de un comportamiento tipo mezcla perfecta y si es mayor a 100, da idea de un comportamiento tipo flujo pistón. Los números de Péclet intermedios indican un comportamiento no ideal del reactor.